# Archiestown
Archiestown är en by i Moray i Skottland. Byn är belägen 6 km 
från Craigellachie. Bosättningen grundades 1760. Orten har 192 invånare (2001).